# Bitka pri Cerignoli
Bitka pri Cerignoli je potekala 28. aprila 1503 med francosko in špansko armado; slednja je zmagala.
Velja za prvo bitko sodobne taktike, v kateri utrjeni položaji varujejo vojake, ki skupaj z artilerijo zavrnejo sovražnikov napad; samo bitko pa odloči protinapad. 